# Baeoura pubera
Baeoura pubera är en tvåvingeart som först beskrevs av Edwards 1933.  Baeoura pubera ingår i släktet Baeoura och familjen småharkrankar. Inga underarter finns listade i Catalogue of Life.